# Lucida bocus
Lucida bocus är en fjärilsart som beskrevs av Bell 1947. Lucida bocus ingår i släktet Lucida och familjen tjockhuvuden. Inga underarter finns listade i Catalogue of Life.